# Gundam Seed
Mobile Suit Gundam SEED (機動戦士ガンダムSEED　[シード], Kidō Senshi Gandamu SEED [Shīdo]), acurtat a Gundam SEED, és una sèrie d'anime i una sèrie de manga fetes per Sunrise. És part de la franquícia Gundam que començà en 1979, però es desenvolupa en un univers alternatiu anomenat Cosmic Era. La sèrie va abastar 50 episodis, emesa al Japó des del 5 d'octubre de 2002 fins a 27 de setembre de 2003 a les 6:00 p.m. en el canals de televisions TBS i MBS de JNN. La sèrie guanyà l'Animage, el premi Anime Grand Prix de 2002. La història de Gundam SEED continua en Mobile Suit Gundam SEED Destiny.

## Argument
La sèries es desenvolupen per primera vegada en la Cosmic Era. Aquesta sèrie comença amb la Guerra de Bloody Valentine entre la Terra i les colònies que és similar a la Guerra d'un any de l'original Gundam sèrie amb alguns elements tradicionals de Mobile Suit Gundam Wing i Gundam X com la presència de cinc multicolors equips mòbils de Gundam i l'amenaça d'una apocalipsi. D'una banda és l'Aliança de la Terra, i, per contra és l'espai que formen colònies ZAFT (Zodiac Alliance Tractat de la Llibertat). La humanitat es divideix més de l'enginyeria genètica humana, amb els éssers humans normals coneguts com a "Naturals" i els éssers humans genèticament alterat conegut com a " Coordinadors". Igual que la sèrie original, mentre que ZAFT té un avantatge sobre mòbils vestit de disseny, la Terra Aliança captura ràpidament amb els seus cinc prototips de Gundams. Amb ZAFT d'haver robat quatre dels prototips, els joves Coordinador Kira Yamato pilots de la GAT-X105 Strike Gundam i es veu obligat a lluitar contra el seu vell amic Athrun Zala. Poc que fa suposar que existeixen sinistres forces que treballen per a assolir esdeveniments que van molt més enllà dels seus pitjors malsons.

## Producció
Mobile Suit Gundam SEED fou dirigida per Mitsuo Fukuda (Future GPX Cyber Formula i Gear Fighter Dendoh) amb música de Toshihiko Sahashi.
Es basa en el concepte original dels primers treballs de Hajime Yatate i Yoshiyuki Tomino,Mobile Suit Gundam. Per a aquest tipus de projecte, quasi tot el personal de Sunrise, Inc participà, juntament amb Victor Entertainment i Sony Music Entertainment, que van proveir la banda sonora original i els temes musicals.

## Llançament
Fou llançada primer en els canals terrestres de MBS i TBS, on va ocupar el Dissabte la franja horària de les 6 reemplaçant a Ultraman Cosmos. Mobile Suit Gundam SEED emesa entre 5 d'octubre de 2002 i 27 de setembre de 2003. La sèrie va ser també emesa en Internet l'endemà als usuaris subscrits a Nippon Telegraph and Telephone a l'est i a l'oest en els serveis de  Windows mitja o en format  Real. Apropant-se al final de l'emissió japonesa, Bandai Entertainment llicencià la distribució a Nord Amèrica lo qual va ser anunciat al Otakon de 2003. L'adaptació a l'anglès va ser produïda en associació amb The Ocean Group i el doblatge en anglès fou gravat als Ocean Studios en Vancouver, Canadà. La sèrie va ser llançada en deu *DVDs en format bilingüe sense corts entre el 10 d'agost de 2004 i el 10 de maig de 2005. A two part box set called the "Anime Legends Edition" is set to release on 8 de gener2008 and 4 de març2008 each containing five DVDs.
Un epíleg de cinc minuts dit "Després de la Fase: En la Vall d'Estrelles" va ser llançant en el tretzè i últim DVD del llançament japonès. No es va incloure la versió nord-americana al DVD, perquè no havia estat cedida a Bandai Entertainment per Sunrise; no obstant això, es va incloure a la versió europea en DVD.